# Kysuca
La Kysuca (prononciation slovaque : [ˈkɪsut͡sa]) est une rivière du nord de la Slovaquie et un affluent du Váh, donc un sous-affluent du Danube. 

## Géographie

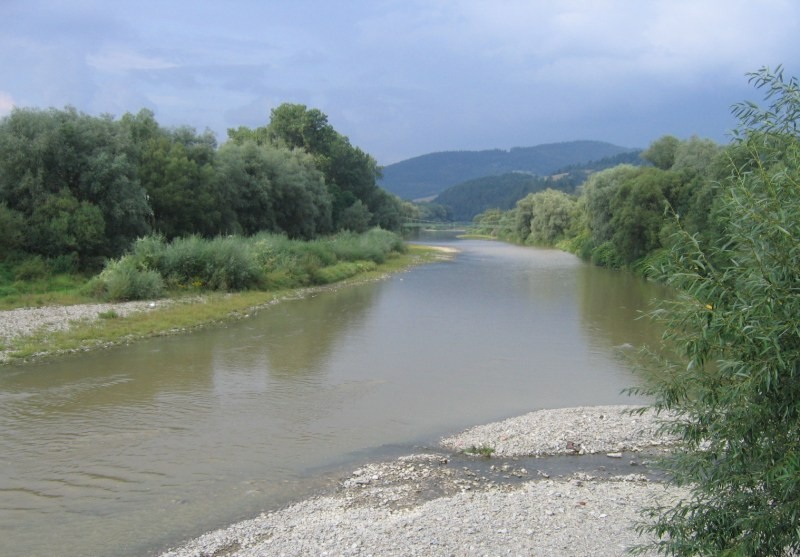
La Kysuca près de Kysucké Nové Mesto

La Kysuca traverse Čadca et Kysucké Nové Mesto avant de se jeter dans le Váh à Žilina.